# Austrodecus confusum
Austrodecus confusum är en havsspindelart som beskrevs av Stock, J.H. 1957. Austrodecus confusum ingår i släktet Austrodecus och familjen Austrodecidae. Inga underarter finns listade.